# Caligrafía cúfica

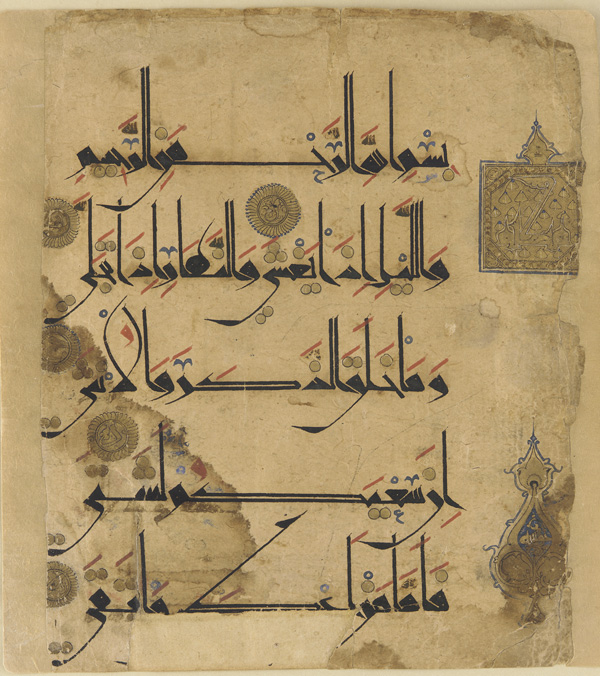
Manuscrito del del Corán escrito en caligrafía cúfica.

La caligrafía cúfica es un estilo de caligrafía árabe considerado el más antiguo tipo de escritura en este idioma árabe, desarrollado en la ciudad de Kufa de la cual toma el nombre, actualmente en Irak, a partir de una modificación del alfabeto sirio antiguo y utilizada para escribir los primeros ejemplares del Corán. 
Esta escritura consta de líneas rectas y ángulos, con frecuencia los trazos están  alargados horizontal y verticalmente, a menudo con ornamentaciones como motivo decorativo. Se encuentra presente en numerosos monumentos, monedas, utensilios cotidianos e incluso en la actual bandera de Irak. 
Aunque aún es empleada en diversos países islámicos tras sufrir diversas modificaciones y alteraciones, se encuentran marcadas diferencias regionales entre la escritura utilizada en los países del norte de África y la de la península arábiga.